# 坛果山矾
坛果山矾（学名：Symplocos urceolaris）为山矾科山矾属下的一个种。

## 扩展阅读
- 維基物種上的相關：坛果山矾